# Bildpaar
Als Bildpaar wird in der Photogrammetrie ein Paar von Messbildern bezeichnet, die sich teilweise überdecken. Wenn auf diesem Überdeckungsbereich der Erdoberfläche oder des aufgenommenen Gebildes mehrere Passpunkte vorhanden sind, lässt sich die räumliche Lage aller sichtbaren Bildpunkte bestimmen. Auf diese Art werden Geländemodelle und die meisten topografischen Karten erstellt.
Die Aufnahmen können Satelliten- oder Luftbilder, aber auch terrestrische Bilder sein. Bei geeigneter Bildgeometrie erlauben sie eine stereoskopische Betrachtung des Geländes bzw. Gegenstandes. Die Ausmessung der Bilder erfolgt in speziellen, optisch-mechanischen oder digitalen Auswertegeräten.